# Exoernestia lluyi
Exoernestia lluyi là một loài ruồi trong họ Tachinidae.